# یادمان‌های ژاپن

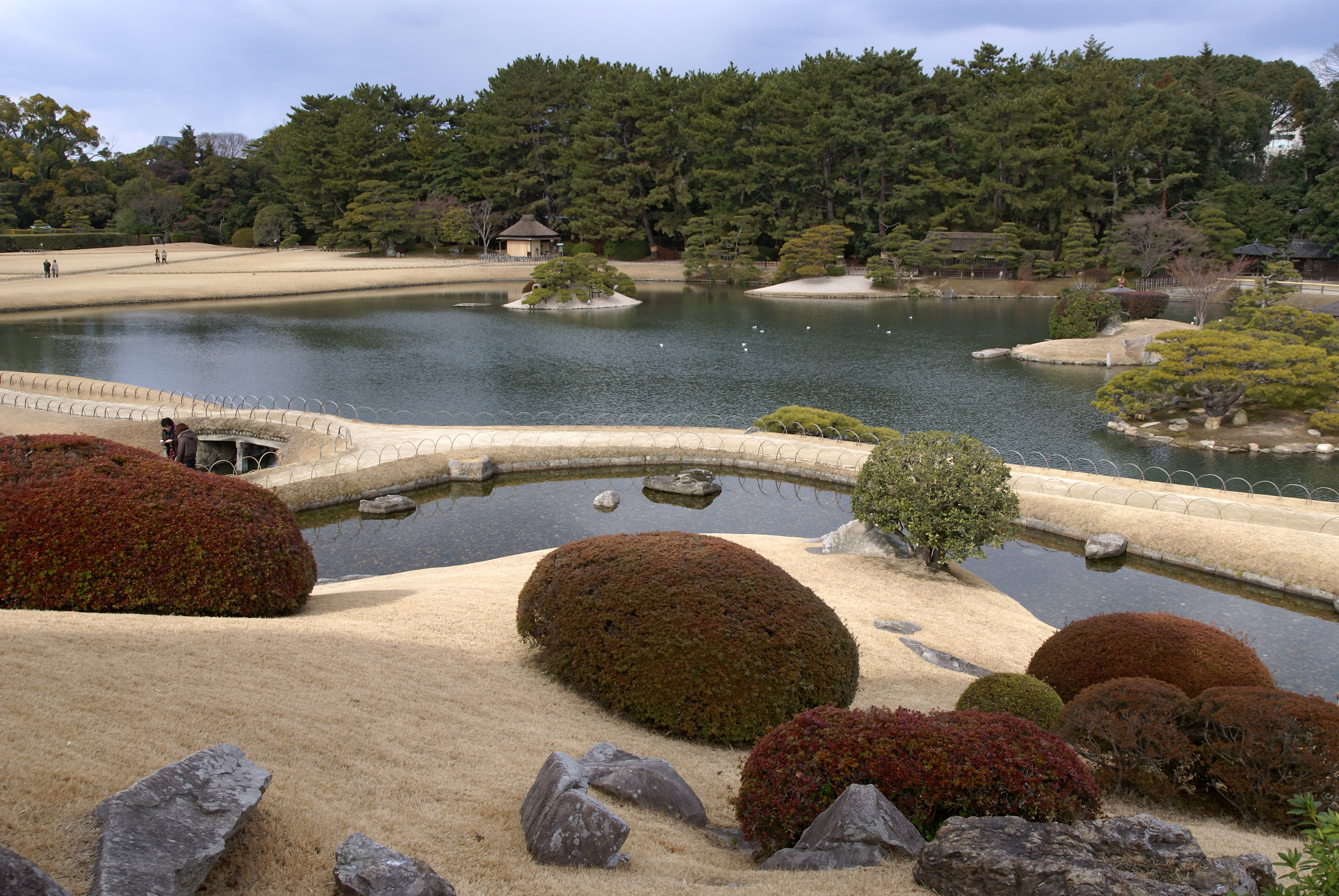
استان اوکایاما کوراکو-انیک مکان ویژه تعیین شده برای زیبایی منظره است

بناهای یادبود ژاپن (به ژاپنی: 記念物, kinenbutsu)، یک اصطلاح جمعی است که توسط قانون حفاظت از اموال فرهنگی دولت ژاپن برای نشان دادن اموال فرهنگی ژاپن به عنوان مکان‌های تاریخی مانند تپه‌های صدفی (تل زباله)، مقبره‌های باستانی (کوفون) استفاده می‌شود. مکان‌های کاخ‌ها، مکان‌های قلعه یا قلعه ژاپنی)، خانه‌های مسکونی تاریخی و سایر مکان‌های با ارزش تاریخی یا علمی بالا؛ باغ‌ها، پل‌ها، دره‌ها، کوه‌ها و سایر مکان‌های زیبای دیدنی و ویژگی‌های طبیعی مانند حیوانات، گیاهان، و سازندهای زمین‌شناسی یا معدنی با ارزش علمی بالا در حوزه بناهای یادبود هستند.